# Termosensibilidad
Un material presenta termosensibilidad cuando es más susceptible a los cambios de temperatura. Las características o reacciones de este tipo de materiales variarán según la temperatura a la que estén expuestos.
La termosensibilidad se asocia tanto a materiales naturales o sintéticos, como a distintas especies animales e incluso a los seres humanos. Son termosensibles aquellas criaturas que disponen de un órgano o elemento corporal más sensible de lo común que agudiza su percepción térmica.
Químicamente, según se afirma en un estudio realizado por la Universidad Complutense de Madrid, esta característica está directamente asociada a los [Polímeros] con Memoria de Forma. Este tipo de materiales sintéticos pueden pasar por cuatro estados distintos según el tipo de temperatura que experimenten:
Tg: temperatura en la que el material se sintetiza y define su forma original.
Td: temperatura en la cual el material adquiere su forma temporal.
Ts: temperatura de estabilidad, en la que el material mantiene su forma temporal.
Tr: temperatura de recuperación, en la que el material vuelve a su forma original. 
Por otra parte, según explica un estudio realizado por el Parque Científico Tecnológico de la universidad Carlos III de Madrid, los materiales termosensibles pueden considerarse también materiales inteligentes, puesto que son capaces de modificar sus propiedades o su forma ante un estímulo exterior. Si por ejemplo un [polímero] es sensible a la temperatura, se le puede denominar termosensible. Así, los polímeros termosensibles son aquellos que responden al estímulo "temperatura" y su respuesta es una variación en la tensión o volumen de la materia.